# Music of the Spheres (album de Coldplay)
Pour les articles homonymes, voir Music of the Spheres.
Albums de Coldplay
Everyday Life
(2019) Moon Music
(2024)
Singles
1. Higher Power
Sortie : 7 mai 2021
2. My Universe
Sortie : 24 septembre 2021
3. Let Somebody Go
Sortie : 7 février 2022

Music of the Spheres (sous-titré Vol. I : From Earth with Love) est le neuvième album du groupe de rock britannique Coldplay, sorti le 15 octobre 2021 par Parlophone au Royaume-Uni et Atlantic Records aux États-Unis. L’album a été produit par Max Martin, qui est un nouveau producteur de la discographie du groupe. L'album comprend des apparitions de Selena Gomez, We Are King, Jacob Collier et BTS, ainsi que des contributions du producteur électronique Jon Hopkins.
Music of the Spheres est le deuxième album concept du groupe après Mylo Xyloto en 2011. L’album explore la pop, le pop rock, le space rock, la musique spatiale et les influences ambiantes. Il se déroule dans un système planétaire fictif appelé The Spheres, qui contient neuf planètes, trois satellites naturels, une étoile et une nébuleuse, chacune d’entre elles correspondant à une certaine piste sur le disque. Selon le chanteur Chris Martin, son concept et ses thèmes n’étaient pas seulement basés sur Mylo Xyloto, mais aussi inspirés par la franchise de films Star Wars, ce qui l’a amené, lui et les autres membres du groupe, à se demander à quoi pourraient ressembler les autres artistes à travers l’univers, tout en utilisant les planètes comme toile pour explorer l’expérience humaine.
En prévision de l’album, ils ont sorti Higher Power et My Universe en singles, le premier étant nommé pour la meilleure performance de duo/groupe pop lors de la 64e cérémonie annuelle des Grammy Awards et le second étant nommé pour le même prix lors de la cérémonie de l’année suivante. My Universe a également fait ses débuts à la première place du classement Billboard Hot 100, faisant de Coldplay le premier groupe britannique de l’histoire à réaliser cet exploit. Let Somebody Go est ensuite sorti en tant que troisième single officiel le 7 février 2022. Coloratura, People of the Pride, Biutyful et une version live de Humankind ont été servis comme singles promotionnels.
Music of the Spheres a reçu des critiques mitigées de la part des critiques, dont beaucoup ont critiqué les sensibilités et le style ouvertement pop de l’album. Coloratura a cependant été acclamé pour sa structure et sa production longues et non conventionnelles. L’album a été nommé pour l’album de l’année et le meilleur album vocal pop lors de la 65e cérémonie annuelle des Grammy Awards, marquant la troisième nomination du groupe dans les deux catégories. Il a fait ses débuts au sommet du UK Albums Chart en tant que premier album depuis le No.6 Collaborations Project d’Ed Sheeran (2019) à se vendre à plus de 100 000 unités au cours de sa première semaine. Pour soutenir le disque, Coldplay s’est lancé dans la tournée mondiale Music of the Spheres et a sorti un film de concert d’accompagnement. Il s’agissait du premier volume de la série Music of the Spheres, le deuxième volume étant Moon Music (2024).

## Contexte
L’idée d’un disque sur le thème de l’espace avait été envisagée par le groupe depuis 2010, lorsque le chanteur Chris Martin a proposé un projet de construction d’un « système solaire », comme indiqué dans un blog publié par le groupe, nommé « Roadie #42 ». Ce projet a finalement conduit à la création de l’univers pour l’album Mylo Xyloto, de Coldplay en 2011, qui allait également inspirer l’univers Music of the Spheres.
à l'époque Everyday Life en novembre 2019, l’un des indices était caché dans le double pli du livret des éditions vinyle et digibook physiques de l’album, dans lequel un panneau d’affichage en noir et blanc dans un champ annonce « Music of the Spheres ». Dans le coin inférieur gauche, une écriture plus petite indique « Coldplay arrive bientôt ». Ceci, combiné à l’histoire du groupe en matière de teasers pour le matériel futur, a alimenté les spéculations sur les thèmes et la date de sortie de Music of the Spheres. D'autres indices sur du matériel futur étaient prétendument cachés dans les paroles de chansons et les clips musicaux de l’époque de Everyday Life.

## Enregistrement
Selon le bassiste Guy Berryman, lorsque le groupe "a fait Everyday Life [en 2019], nous savions que nous n’avions pas l’intention d'en faire une tournée, ce qui a orienté le cours de cet album musicalement. L’idée a toujours été de poursuivre avec Music of the Spheres, qui serait certainement en tournée. Le nouvel album a donc été créé avec un œil sur les performances live. Je pense que cela a façonné les niveaux d’énergie globaux et les sélections de chansons pour l’album". Le disque a été produit par Max Martin, que le groupe a qualifié de « véritable merveille de l’univers ». Leur premier travail ensemble était dans le single "Orphans". Il a rencontré Chris lors d’un concert de Rihanna en Suède en 2016 et ils ont commencé à partager le potentiel de collaborations possibles, le reste du groupe partageant le même sentiment et le considérant comme un « nouveau membre du groupe » pour l’album.

## Style et concept
Music of the Spheres a été décrit comme pop, pop rock, synth-pop, space rock, musique spatiale, soft rock et ambient. Le chanteur Chris Martin a déclaré que le thème de l’album a été inspiré par le fait de « se demander à quoi ressembleraient les musiciens à travers l’univers » après avoir regardé le groupe fictif de la cantine Mos Eisley jouer dans Star Wars et avoir fait des spéculations sur les sons de l’espace,.
L’album se déroule dans un système planétaire fictif appelé The Spheres, qui se compose de neuf planètes, trois satellites naturels, une étoile et une nébuleuse voisine. Chaque morceau de l’album représente un corps céleste de The Spheres. Selon la liste des titres de l’album, il s’agit de : Neon Moon I (« Music of the Spheres »), Kaotica (« Higher Power »), Echo (« Humankind »), Kubik (« Alien Choir »), Calypso (« Let Somebody Go »), Supersolis (« Human Heart »), Ultra (« People of the Pride »), Floris (« Biutyful »), Neon Moon II (« Music of the Spheres II »), Epiphane (« My Universe »), Infinity Station (« Infinity Sign ») et Coloratura (« Coloratura »)"). Supersolis est l’étoile au centre du système, et Coloratura est la nébuleuse. Chaque corps céleste de The Sphères a son propre langage : EL 1 pour Neon Moon I, Kaotican pour Kaotica, Mirror Text pour Echo, Qblok pour Kubik, Aquamarine pour Calypso, Supersolar pour Supersolis, Voltik pour Ultra, Bloom pour Floris, EL 2 pour Neon Moon II, Spheric pour Epiphane, Infinitum pour Infinity Station et Coloraturan pour Coloratura. Un satellite naturel sans nom orbite autour d’Echo, tandis que les deux néons orbitent autour d’Epiphane. Une planète perdue nommée Aurora fait également partie du système, et bien qu’aucune chanson de l’album ne la représente, les fans ont émis l’hypothèse que le court instrumental « A Wave », qui a été joué à la fin des concerts lors de la première partie de la tournée mondiale Music of the Spheres, y est lié. L’illustration représentant le système planétaire a été créée par Pilar Zeta, qui avait travaillé sur les deux précédents albums de Coldplay, Everyday Life et A Head Full of Dreams (2015).

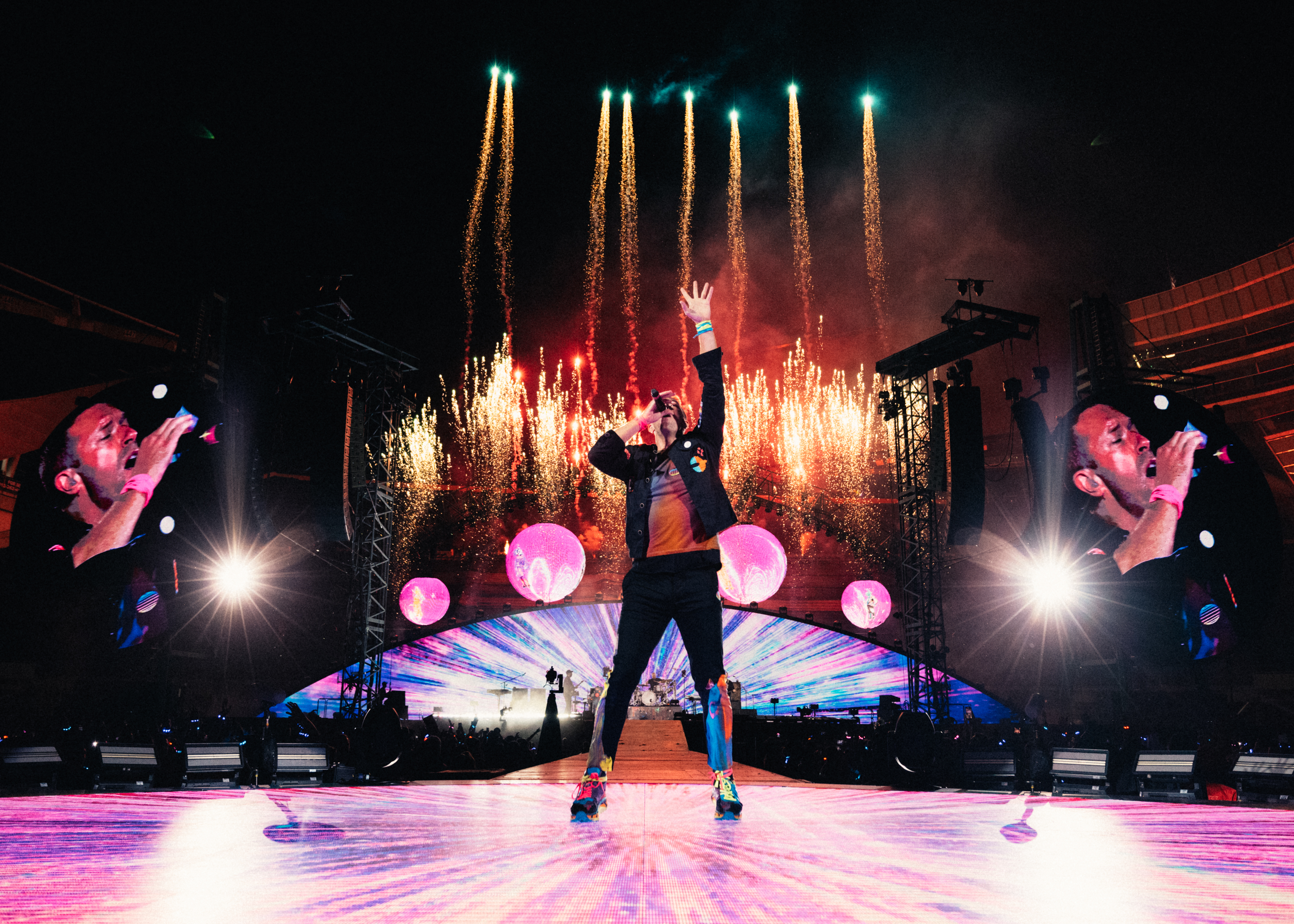
L'album a été conçu en pensant aux performances en direct.

Chris Martin utilise les planètes comme toile pour explorer l’expérience humaine : « C’est vraiment un autre disque sur la vie en tant que personne humaine, mais étant donné cette liberté qui vient quand vous prétendez qu’il s’agit d’autres créatures dans d’autres endroits ». Le batteur Will Champion a déclaré qu’Everyday Life avait pour but de rendre les grandes questions personnelles, tandis que Music of the Spheres a fait la promotion de l’objectif du groupe par rapport à l’humanité et aux démarcations créées par l’homme, en disant : « Historiquement, en tant que groupe, nous avons tendance à remplir l’espace ». L'album a été promu avec les paroles « Everyone is an alien somewhere », qui, selon Will Champion, parlaient des personnes qui regardent ce qui les unit, et non ce qui les sépare, en disant : « Du point de vue d’une autre planète, nous serions les extraterrestres. Nous avons cherché la perspective où nous sommes tous égaux ».
L’univers fictif de Music of the Spheres est en partie inspiré de l’univers créé par le groupe pour Mylo Xyloto et, selon le directeur créatif Phil Harvey, il comporte plusieurs références à celui-ci.  L’une de ces références peut être l’apparition des « silencers » de Mylo Xyloto dans le clip de My Universe.

## Promotion
Le 23 avril 2021, un message d’un compte intitulé Alien Radio FM sur les réseaux sociaux a publié un ensemble de coordonnées (51°30'24.6"N 0°08'34.4"W) qui menaient au Green Park de Piccadilly à Londres,. Le message comprenait une photo d’une publicité à ces coordonnées avec des caractères violets néon brillants inconnus sur un fond bleu. Les caractères ont été rapidement décodés par les fans et dit « Coldplay Higher Power May Seven ». Des messages similaires ont suivi, qui ont tous teasé le single principal, "Higher Power".
Le 29 avril, Coldplay confirme sur ses principaux comptes de médias sociaux qu’un nouveau single intitulé Higher Power sortira le 7 mai,. Qualifié de forme de « transmission extraterrestre », le groupe a présenté la vidéo à l’astronaute français de l’Agence spatiale européenne Thomas Pesquet à bord de la Station spatiale internationale avant sa sortie publique,. Chris Martin avait déclaré que le thème de leur musique à venir avait été inspiré par le fait de « se demander à quoi ressemblent les musiciens à travers l’univers » après avoir regardé le groupe fictif de cantine Mos Eisley jouer dans Star Wars.
Après la fin du cycle de promotion de « Higher Power », Phil Harvey a teasé une éventuelle annonce le 19 juillet 2021. Le lendemain, Coldplay révèle l’album, sa tracklist et une bande-annonce intitulée "Overtura" contenant un extrait pour chaque chanson. Ils ont également déclaré que « Coloratura » sortirait le 23 juillet, tandis que le prochain single officiel suivrait en septembre. Le 13 septembre, Coldplay annonce que leur deuxième single « My Universe », qui met en vedette BTS, sortira le 24 septembre 2021. Le 4 octobre 2021, Selena Gomez a confirmé via Twitter qu’elle figurait dans « Let Somebody Go ».
Le 1er octobre 2021, Coldplay a annoncé un concert de lancement d’album unique à l’O2 Shepherd’s Bush Empire, à Londres au cours duquel ils ont été présentés par Simon Pegg et rejoints sur scène par Ed Sheeran, Fleur East et We Are King. Dakota Johnson était présente. Plus tard dans la semaine, le 7 octobre 2021, Coldplay annonce qu’un événement pop-up pour Music of the Spheres, intitulé « The Atmospheres », se tiendra dans quatre villes du monde (Berlin, Londres, New York et Tokyo) les 15 et 16 octobre. Dans chaque ville, il y avait une « installation sur mesure » qui permettait aux fans d’être « transportés dans The Spheres – le système solaire lointain qui accueille le dernier album du groupe, où chacun des douze titres est jumelé avec une planète différente ». Au cours de l’événement, les fans ont eu l’occasion de « créer leurs propres messages en langage extraterrestre, de prendre des selfies dans le photomaton en réalité augmentée et même d’aider à alimenter l’expérience grâce à des passerelles cinétiques sur mesure ». Selon le groupe, l’événement a été rendu possible grâce à un partenariat avec Amazon Music.

### Tournée mondiale

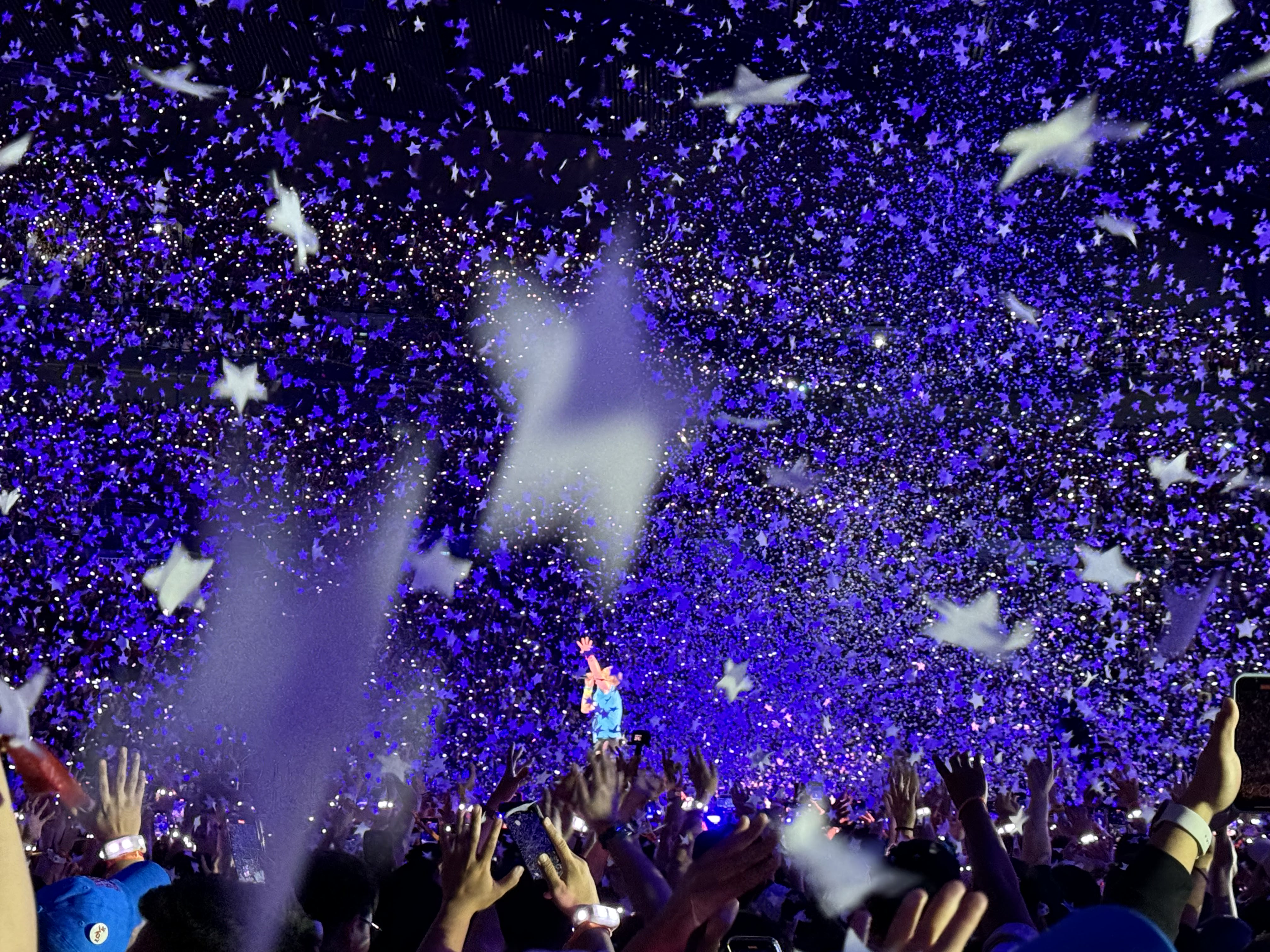
Chris Martin lors de A Sky Full of Stars à la Philippine Arena.

Le 14 octobre 2021, un jour avant la sortie de Music of the Spheres, Coldplay a officiellement annoncé le Music of the Spheres World Tour en 2022 pour promouvoir l’album. Le groupe n’avait pas fait de tournée pour Everyday Life car ils avaient décidé de faire une pause jusqu’à ce qu’ils puissent trouver un moyen de s’assurer qu’il serait respectueux de l’environnement. Parallèlement à l’annonce, ils ont publié un plan détaillé expliquant comment ils s’assureraient que la tournée aurait un impact minimal sur l’environnement et entraînerait 50 % de dioxyde de carbone en moins que lors du A Head Full of Dreams Tour. Le plan a été élaboré sur deux ans par Coldplay et un certain nombre d’experts environnementaux de premier plan, et comprend un certain nombre de stratégies de durabilité innovantes. Par exemple, le groupe s’est associé à BMW pour créer la première « batterie de spectacle mobile et rechargeable » pour alimenter chaque concert de la tournée, et a annoncé que la scène de la tournée sera construite à partir d’une « combinaison de matériaux légers, à faible teneur en carbone et réutilisables (y compris le bambou et l’acier recyclé) qui peuvent être correctement réutilisés ou recyclés à la fin de la tournée ». Ils se sont également engagés à planter un arbre pour chaque billet vendu.

### Singles
Higher Power est sorti en tant que single principal le 7 mai 2021. La chanson a été produite par Max Martin, que le groupe a qualifié de « véritable merveille de l’univers ». Le groupe a déclaré dans un tweet que "Higher Power est une chanson arrivée sur un petit clavier et un lavabo de salle de bain début 2020". Un visuel audio réalisé par Paul Dugdale a été diffusé pour la première fois sur la chaîne YouTube de Coldplay à 12h01 BST le même jour. Le clip officiel, réalisé par Dave Meyers, est sorti le 8 juin 2021, il met en scène Chris explorant la planète fictive Kaotica.
My Universe, une collaboration avec le groupe de K-pop BTS, est sorti en tant que deuxième single le 24 septembre 2021. Le clip officiel, également réalisé par Meyers, est sorti le 30 septembre 2021. Il met en vedette les deux groupes interprétant la chanson aux côtés d’un groupe fictif nommé « Supernova 7 » sur différentes planètes futuristes, à une époque où la musique est interdite dans l’univers. Le titre a fait ses débuts à la première place du Billboard Hot 100, ce qui a fait de Coldplay le premier groupe britannique de l’histoire à réaliser cet exploit. C’était leur deuxième sommet aux États-Unis et le sixième de BTS.
Let Somebody Go, une collaboration avec Selena Gomez, est sorti en tant que troisième single sur les radios contemporaines pour adultes le 14 février 2022. Un clip vidéo est sorti une semaine auparavant, le 7 février 2022, une fois de plus réalisé par Meyers.

### Singles promotionnels
Coloratura est sorti le 23 juillet 2021 en prévision de l’album. C'est la chanson la plus longue jamais sortie par le groupe, d’une durée de 10 minutes et 18 secondes.  « People of the Pride » a eu un impact sur les stations de radio de rock alternatif américaines le 8 mars 2022 bien que Chris ait déclaré lors d’une interview que la chanson ne serait pas commercialisée comme un single officiel. Ses paroles explorent des thèmes de la politique humaine et s’inspirent des mouvements d’autonomisation. Un clip vidéo a été réalisé par Paul Dugdale et sorti le 15 mars 2022. Une version live de « Humankind » est sortie en tant que single caritatif le 22 avril 2022 via Bandcamp pour Le Jour de la Terre de 2022, les redevances étant reversées à EarthPercent, une organisation caritative soutenant de nombreuses organisations travaillant pour aider à lutter contre la crise climatique. Le clip vidéo a été réalisé par Stevie Rae Gibbs et Marcus Haney, et est sorti le 17 août 2022 pour promouvoir davantage la tournée mondiale Music of the Spheres. Le 16 septembre 2022, la chanson est ensuite sortie en tant que single promotionnel dans les stations de radio italiennes et néerlandaises dans le même but. « Biutyful » a été rendu disponible en tant que single promotionnel le 6 juillet 2022 avec une vidéo réalisée par Mat Whitecross.
La liste des titres est dévoilée le 20 juillet 2021,,,.

## Liste des chansons
Les membres auteurs-compositeurs de Coldplay sont Guy Berryman, Jonny Buckland, Will Champion et Chris Martin.
| Liste des chansons de Music of the Spheres, | Liste des chansons de Music of the Spheres,                        | Liste des chansons de Music of the Spheres,                            | Liste des chansons de Music of the Spheres, | Liste des chansons de Music of the Spheres, | Liste des chansons de Music of the Spheres, | Liste des chansons de Music of the Spheres, | Liste des chansons de Music of the Spheres, | Liste des chansons de Music of the Spheres, | Liste des chansons de Music of the Spheres, |
| No                                          | Titre                                                              | Producteur(s)                                                          | Durée                                       |                                             |                                             |                                             |                                             |                                             |                                             |
| ------------------------------------------- | ------------------------------------------------------------------ | ---------------------------------------------------------------------- | ------------------------------------------- | ------------------------------------------- | ------------------------------------------- | ------------------------------------------- | ------------------------------------------- | ------------------------------------------- | ------------------------------------------- |
| 1.                                          | Music of the Spheres (symbolisé par "")                            | - M. Martin - Oscar Holter - Rahko - Simpson - Green - Vindver         | 0:53                                        |                                             |                                             |                                             |                                             |                                             |                                             |
| 2.                                          | Higher Power                                                       | - M. Martin - Holter - Rahko - Simpson - Green                         | 3:26                                        |                                             |                                             |                                             |                                             |                                             |                                             |
| 3.                                          | Humankind                                                          | - M. Martin - Holter - Rahko - Simpson - Green - Hopkins               | 4:26                                        |                                             |                                             |                                             |                                             |                                             |                                             |
| 4.                                          | Alien Choir (symbolisé par "")                                     | - M. Martin - Rahko - Hopkins                                          | 0:53                                        |                                             |                                             |                                             |                                             |                                             |                                             |
| 5.                                          | Let Somebody Go (avec Selena Gomez)                                | - M. Martin - Holter - Rahko - Simpson - Green - Hopkins               | 4:01                                        |                                             |                                             |                                             |                                             |                                             |                                             |
| 6.                                          | Human Heart (symbolisé par "") (avec We Are King et Jacob Collier) | - M. Martin - Holter - Rahko                                           | 3:09                                        |                                             |                                             |                                             |                                             |                                             |                                             |
| 7.                                          | People of the Pride                                                | - M. Martin - Holter - Rahko - Simpson - Green                         | 3:37                                        |                                             |                                             |                                             |                                             |                                             |                                             |
| 8.                                          | Biutyful                                                           | - M. Martin - Holter - Rahko - Simpson - Green - Angel Lopez - Vindver | 3:12                                        |                                             |                                             |                                             |                                             |                                             |                                             |
| 9.                                          | Music of the Spheres II (symbolisé par "")                         | - M. Martin - Rahko                                                    | 0:21                                        |                                             |                                             |                                             |                                             |                                             |                                             |
| 10.                                         | My Universe (avec BTS)                                             | - M. Martin - Holter - Rahko - Simpson - Green                         | 3:46                                        |                                             |                                             |                                             |                                             |                                             |                                             |
| 11.                                         | Infinity Sign (symbolisé par "")                                   | - M. Martin - Holter - Rahko - Simpson - Green - Hopkins               | 3:46                                        |                                             |                                             |                                             |                                             |                                             |                                             |
| 12.                                         | Coloratura                                                         | - M. Martin - Holter - Rahko                                           | 10:18                                       |                                             |                                             |                                             |                                             |                                             |                                             |
| 41:48                                       |                                                                    |                                                                        |                                             |                                             |                                             |                                             |                                             |                                             |                                             |

## Classements hebdomadaires
| Classement (2021)                   | Meilleure place |
| ----------------------------------- | --------------- |
| Allemagne (Media Control AG)        | 2               |
| Australie (ARIA)                    | 1               |
| Autriche (Ö3 Austria Top 40)        | 2               |
| Belgique (Flandre Ultratop)         | 1               |
| Belgique (Wallonie Ultratop)        | 1               |
| Canada (Canadian Albums Chart)      | 2               |
| Écosse (OCC)                        | 1               |
| Espagne (Promusicae)                | 1               |
| États-Unis (Billboard 200)          | 4               |
| États-Unis (Top Alternative Albums) | 1               |
| États-Unis (Top Rock Albums)        | 1               |
| Finlande (Suomen virallinen lista)  | 4               |
| France (SNEP)                       | 1               |
| Irlande (Irish Albums Chart)        | 1               |
| Italie (FIMI)                       | 4               |
| Nouvelle-Zélande (RIANZ)            | 2               |
| Pays-Bas (Mega Album Top 100)       | 1               |
| Royaume-Uni (UK Albums Chart)       | 1               |
| Suède (Sverigetopplistan)           | 3               |
| Suisse (Schweizer Hitparade)        | 2               |

## Certifications
| Pays                  | Certification | Unités certifiées |
| --------------------- | ------------- | ----------------- |
| Canada (Music Canada) | Or            | 40 000            |
| France (SNEP)         | Platine       | 100 000           |
| Mexique (AMPROFON)    | Or            | 70 000            |
| Royaume-Uni (BPI)     | Or            | 204 622           |